# اویکو یورواستار
اویکو یورواستار (انگلیسی: Iveco EuroStar) یک مدل کامیون سنگین است که از سال ۱۹۹۳ تا ۲۰۰۳ توسط اویکو تولید می‌شد. پس از این مدل اویکو استرالیس جایگزین آن شد.